# Wlady
Wlady, pseudonimo di Wladimiro Perrini (Milano, 1º gennaio 1974), è un disc jockey e produttore discografico italiano.

## Biografia
Fratello minore di DJ Jad, membro degli Articolo 31, muove i primi passi nel mondo della musica nel 1990 partecipando alla gara italiana di DJ all'Aquafan di Riccione, nel 1992 partecipa ai campionati italiani di DMC al Picchio Rosso di Formigine. Qualche mese dopo viene notato dal produttore Joe T Vannelli, col quale collaborerà sia come compositore che con la registrazione di diversi scratch negli album Original Groove - Vol. 1 e Overnite EP Volume 1. Insieme al fratello Vito Luca e grazie alla sua bravura nella tecnica dello scratch, partecipa alle registrazioni degli Articolo 31 con diverse registrazioni di scratch, presenti negli album Strade di città, Messa di vespiri, Così com'è, Nessuno, Xché sì!. Partecipa anche in veste di disc jockey, intrattenitore e vocalist al Così com'è Tour per gli Articolo 31.
Nel 2000 crea insieme all'amico produttore Alessandro Viale il gruppo The Individuals producendo nello stesso anno il singolo I Don't Wanna Be Loved, nel 2001 firma il singolo Ferry a Cross the Mercy seguito dal videoclip girato a Liverpool. Il singolo viene usato come sigla del programma televisivo Le Iene su Italia 1 per poi essere inserito nella compilation Le Iene. Nel 2003 produce il singolo Take a Ride, il singolo viene selezionato nel 2004 dalla Electronic Arts come sigla ufficiale del gioco in tutto il mondo per Fifa 2004, e nel 2010 come colonna sonora del film Cani & gatti - La vendetta di Kitty (Cats & Dogs: The Revenge of Kitty Galore). uscito in tutto il mondo con Warner Bros.
Sempre nel 2010 Take a Ride viene usato come colonna sonora per Valero Texas Open - PGA Tour.
Nel 2014 collabora con J-Ax alla realizzazione del suo nuovo album Il bello d'esser brutti uscito il 27 gennaio 2015.
Il terzo singolo estratto dall'album è Maria Salvador, composto in collaborazione con Il Cile e prodotta da Wlady & Ds. Il brano raggiunge la seconda posizione nei singoli più venduti della settimana, guadagna 6 dischi di platino e 12 dischi d'oro Il 5 agosto 2015 è stato pubblicato per il download digitale un remix del brano, curato da Molella e dallo stesso Wlady.
Nel 2016 riceve il Premio alla carriera al Dance Music Awards.
Nel 2020 insieme al fratello DJ Jad e il cantante colombiano Jay Santos pubblica il singolo Rompe, seguito nel 2021 da Tonight mon amour, realizzato con la collaborazione della cantante Katia Ricciarelli e del cantante Il Cile e da La frusta, brano dedicato a Primo Brown voce leader dei Cor Veleno.
Nel 2022 viene pubblicato il singolo Volevo tutto, che vede alla voce. Ivana Spagna
Nel 2023 produce il brano Un bel viaggio, partecipando per la prima volta al Festival di Sanremo 2023. Sempre nel 2023, insieme agli Articolo 31, pubblica il brano Filosofia del Fuck-Off e in seguito produce il brano Disco Paradise. Cantato da Articolo 31, Fedez, Annalisa il brano raggiunge 92.838.904 milioni di streaming su Spotify e guadagna 5 dischi di platino e 10 dischi d'oro.
Sempre nel 2023 insieme al fratello Dj Jad pubblica 1996 cantato da Al Bano e il Rapper Laïoung.
Nel 2024 insieme a Corona e Ice MC ha preso parte a Una voce per San Marino 2024 con il brano  Questa volta, classificandosi al quattordicesimo posto.
Nel 2024 insieme al fratello Jad produce l'album degli Articolo 31 " Protomaranza " il primo singolo estratto è Peyote (singolo) cantato dagli Articolo 31, Fabri Fibra e Rocco Hunt e guadagna un disco d'oro.

## Televisione
- Soda Plus su All Music (2004) – Co - Conduttore All Music
- All Together Now - La musica è cambiata 4* Edizione (2021) – Giudice Canale 5

## Filmografia
Nella seconda metà del 2001 partecipa come attore nel film Senza filtro prodotto dalla Medusa Film, Nel ruolo di Mosè successivamente nel 2012 partecipa come attore protagonista nel film "L'ultimo week end" prodotto da Rai Cinema nel ruolo di Rudy.

## Documentari
Nel Giugno 2025 esce al cinema in Italia " VAI BELLO - La Storia della Spaghetti Funk " Wlady uno dei personaggi fondamentali della Crew Spaghetti Funk, insieme ad Articolo 31 Space One Gemelli DiVersi e molti altri 

## Riconoscimenti
- 1993 - 2º Classificato DMC dj Championships
- 2016 - Premio Alla Carriera - Dance Music Awards

## Discografia

### Singoli
- 2013 - Wlady & M.o feat. Luke Erick Silver - Night in L.A.
- 2013 - Wlady & Vasa vs. A.Del Vescovo - I got the flow
- 2013 - Wlady & M.o - Bounce
- 2013 - Wlady & Handell feat. Anguss - Are You Ready
- 2013 - Wlady - Rock With You
- 2014 - Wlady - Get Ready
- 2014 - Wlady & Coolbros - Whodat
- 2014 - Alex Gaudino vs Wlady vs Luke silver - Game of Thronyk
- 2015 - Wlady vs Benny Camaro - Black Stars
- 2015 - Wlady & Luke Db - Darkness Inside
- 2015 - Wlady & Luke Db - Space Love (Gary Caos Remix)
- 2015 - Wlady & Luke Db - I Can't Stop This Feelin (Luca debonaire Remix)
- 2015 - Wlady & Luke Db - Crazy
- 2015 - Luca Debonaire Wlady & Luke Db - Future Garage
- 2015 - Teo Mandrelli Wlady & Luke Db - Piano in Miami
- 2015 - Wlady & Luke Db - It's Goin Down 2Nite
- 2015 - Wlady & Luke Db - Turn it Out
- 2015 - Wlady - Your Mind (Luke Db Remix)
- 2015 - Don Corleone & Wlady - (Luca Debonaire Remix)
- 2015 - Wlady - Fuente
- 2015 - Wlady & Dave Rose - Shindig
- 2015 - Luke Db & Wlady - I Need Sunlight - (Luca Debonaire Remix)
- 2015 - Wlady - On The Roll - (Donati&Amato Remix)
- 2015 - Wlady - All In My Mind - (Benny Camaro Remix)
- 2015 - Luca Debonaire, Wlady & Luke Db - Hammertime
- 2015 - Wlady Feat. Bronsky - Bad Boy
- 2015 - Wlady Feat. Bronsky - Party People
- 2015 - Wlady, Ivan Kay - Relax
- 2015 - Wlady, Davide Svezza - I'M Falling In Love
- 2015 - Wlady Feat. Bronsky - Padenghum
- 2015 - Wlady & J8man - C64
- 2015 - Wlady - Brazilian Rhyme
- 2016 - Wlady, Saint Tropez Caps - Won't You Come Home
- 2016 - Wlady - Store
- 2016 - Wlady & Dave Rose - Eyes
- 2016 - Hardcopy & Wlady - When Love Is Away
- 2016 - Wlady, Tony Colangelo & Paul Barbieri - Dj I Love It
- 2016 - Wlady & TIA - Shine
- 2016 - Tony Colangelo, Wlady - Truth
- 2016 - Wlady - Ginevra
- 2016 - Provenzano, Wlady & Denny Berland - Bam Bam
- 2017 - Wlady - Alice
- 2017 - Wlady & Teo Mandrelli - Vittoria (Armada Music)
- 2017 - Wlady & T.N.Y Feat Keya Ree - There To Love Me
- 2017 - Wlady Feat Andrea Love - Back To Love
- 2017 - Wlady, T.N.Y & Chris Montanini - Andrea
- 2018 - Wlady & Luke DB - Take That
- 2018 - Wlady & Gigi Atn - Isla Bonita
- 2018 - Wlady & T.N.Y. - Elena
- 2018 - Wlady Feat. Space One - Unity
- 2018 - Gary Caos & Wlady & T.N.Y. - Without This
- 2018 - Wlady & T.N.Y. & Richard Grey - In The Club (Gary Caos Edit Mix)
- 2018 - Wlady & T.N.Y. & L.A.Ros & Lissat - Elvira
- 2018 - Provenzano & Wlady & T.N.Y. - GiG
- 2019 - Paul Jockey & Pocho - Justice (Wlady & T.N.Y. Edit Mix)
- 2019 - Wlady & T.N.Y. Feat Iossa - Beatrice
- 2019 - Nihil Young & Wlady - Teonanacatl
- 2019 - Wlady & T.N.Y. Feat Iossa - Beatrice (Acoustic Version)
- 2019 - Silvano Del Gado & Wlady - Makuta
- 2020 - Dj Jad, Wlady feat. Jay Santos - Rompe (Hjm Mix)
- 2020 - Paul Jockey ft. Frobaby - Wanna Be (Wlady & T.N.Y. Edit Mix)
- 2020 - Wlady feat. Andrea love - back to love (yvvan back & zetaphunk Remix)
- 2021 - Wlady & T.N.Y. - LOL
- 2021 - Dj Jad & Wlady feat. Il Cile & Katia Ricciarelli - Tonight Mon Amour
- 2021 - Dj Jad & Wlady Feat. Primo - La Frusta
- 2022 - Dj Jad & Wlady Feat. J-Ax Pedar - Troppo Sbattimento
- 2022 - Dj Jad & Wlady Feat. Dj Enzo, Awa Fall - Luci Della Ribalta
- 2022 - Dj Jad & Wlady Feat. Ivana Spagna e King Horus - Volevo Tutto
- 2023 - Dj Jad & Wlady, Al Bano, Laioung - 1966
- 2024 - Wlady Feat. Jeffrey Jey - It's Alright
- 2024 - Wlady Feat. Melody - Super Pinocchio
- 2024 - Wlady Feat. Ada Reina - Papi
- 2024 - Wlady - Dancing
- 2024 - Wlady, Mr Demon, Luky Demon - The Bad Touch
- 2025 - Wlady & Panico - Deep Red
- 2025 - Wlady & Caroline Roxy & Gymbro - Be There
- 2025 - Wlady & Marvin and Andrea Prezioso - Enola Gay
- 2025 - Wlady & Caroline Roxy & Kevu - Ease My Mind
- 2025 - Wlady - Marka
- 2025 - Wlady & NIVEK - Your Soundtrack
- 2025 - Wlady - Arabic
- 2025 - Wlady, Paps, Panico - BALLA
- 2025 - Wlady, Panico, Donji - No War
- 2025 - Wlady - Pema

### Remix
- 2013 Alex Gaudino Feat. Nicole Scherzinger — " MISSING YOU " (WLADY Remix)
- 2014 Jus Jack — " Stars " (Alex Gaudino & hiisak vs Wlady Remix)
- 2015 Benny Camaro — " Crack It Out " (Wlady Remix)
- 2015 Federico Scavo Feat. Simone — " Pra Nao Dizer Que Nao Falei Das Flores " (Luca Debonaire & Wlady Remix)
- 2015 Climaxx Rated — " It's You Only You " (Wlady And Luke db Remix)
- 2015 J-AX Feat Il Cile — " Maria Salvador " (Molella vs Wlady Remix) (Sony)
- 2015 Chris Montana — " Bolivia " (J8man & Wlady Remix)
- 2015 S. Edwards, R. Carroll, D. Grey, M. Murica — " When Love Gets In The Way " (Luca Debonaire & Wlady Remix)
- 2015 J Nitti — " Another Night Alone " (Wlady & J8man Remix)
- 2015 Molella & Airtones — " Bring Back The Love " (Wlady Remix)
- 2015 Marco Cavax & Cue Feat. Snoop Dogg — " All the Love You Got " (Wlady Remix)
- 2016 Wlady & Dave Rose - Eyes (Rafha Madrid, Branchie, Jeremy Bass Remix)
- 2016 Rio Dela Duna - My love 4 U (Wlady & Tia Remix)
- 2016 Wlady - Ginevra (The Cube Guys Remix)
- 2017 Francesco Gabbani - Occidentali's Karma (Wlady Remix)
- 2017 Tiziano Ferro - Lento / Veloce (Wlady & T.N.Y. Remix) (Universal Music)
- 2017 Provenzano - Saxophone (Wlady Remix)
- 2018 South Rocketz - Kalifornia (Wlady & T.N.Y. Remix)
- 2018 Gladen - Gardena (Wlady & T.N.Y. Remix)
- 2018 Gale - Taboo (Wlady & T.N.Y. Remix)
- 2019 Wlady & T.N.Y. Feat Iossa - Beatrice (VASA Remix)
- 2019 Andrea Belli & Julian Moss feat. Elle - I Feel Like (Wlady & T.N.Y. Club Mix)
- 2019 Reaubeau & Loris Cimino Feat Twan Ray - Louder (Wlady & T.N.Y. Remix)

### Produzione
- 2000 - The individuals - I don't wanna be loved
- 2001 - The individuals - Ferry a cross the mercy
- 2003 - The individuals - Take a ride
- 2011 - Dogzjob - Digital
- 2013 - Spaceboy - I Like That
- 2014 - Spaceboy Feat Andrè felipe me gusta
- 2014 - De Toro Bros feat. Monika Kiss - Pretty Face
- 2015 - J-Ax feat. Il Cile - Maria Salvador[23]
- 2019 - Space One Feat. Chiara Galiazzo - Isola di città
- 2020 - J-Ax feat. Il Cile - FIESTA!
- 2021 - J-Ax - Amo l'odio
- 2023 - Articolo 31 - Un bel viaggio
- 2023 - Articolo 31 - Filosofia del Fuck-Off
- 2023 - Fedez, Annalisa, Articolo 31 - Disco Paradise
- 2023 - Articolo 31 - Classico (Articolo 31)
- 2023 - Articolo 31 feat. Coma Cose - Una cosa bene
- 2024 - Articolo 31 - Intro (spettivi)
- 2024 - Articolo 31 - Peyote (feat. Fabri Fibra & Rocco Hunt)
- 2024 - Articolo 31 - Come godo (feat. Jake La Furia)
- 2024 - Articolo 31 - Contrabbando (feat. Neffa)
- 2024 - Articolo 31 - Non finisce mai (la scuola) (feat. Pinguini Tattici Nucleari)
- 2024 - Articolo 31 - Chi se ne frega di noi
- 2024 - Articolo 31 - Non ho voglia (disco party) (feat. Nina Zilli)
- 2024 - Articolo 31 - Nel drink (feat. Guè)
- 2024 - Articolo 31 - Libertario surf
- 2024 - Articolo 31 - Elite
- 2024 - Articolo 31 - Vaffanculo papà
- 2024 - Articolo 31 - La fiera del cringe (feat. La Sad)
- 2024 - Articolo 31 - Rarra
- 2024 - Articolo 31 - Io mi rompo (feat. Bugo)
- 2024 - Articolo 31 - Contadino
- 2024 - Articolo 31 (feat. Massimo Pericolo) - BLAH! (x5)